# Kathrin Menzinger

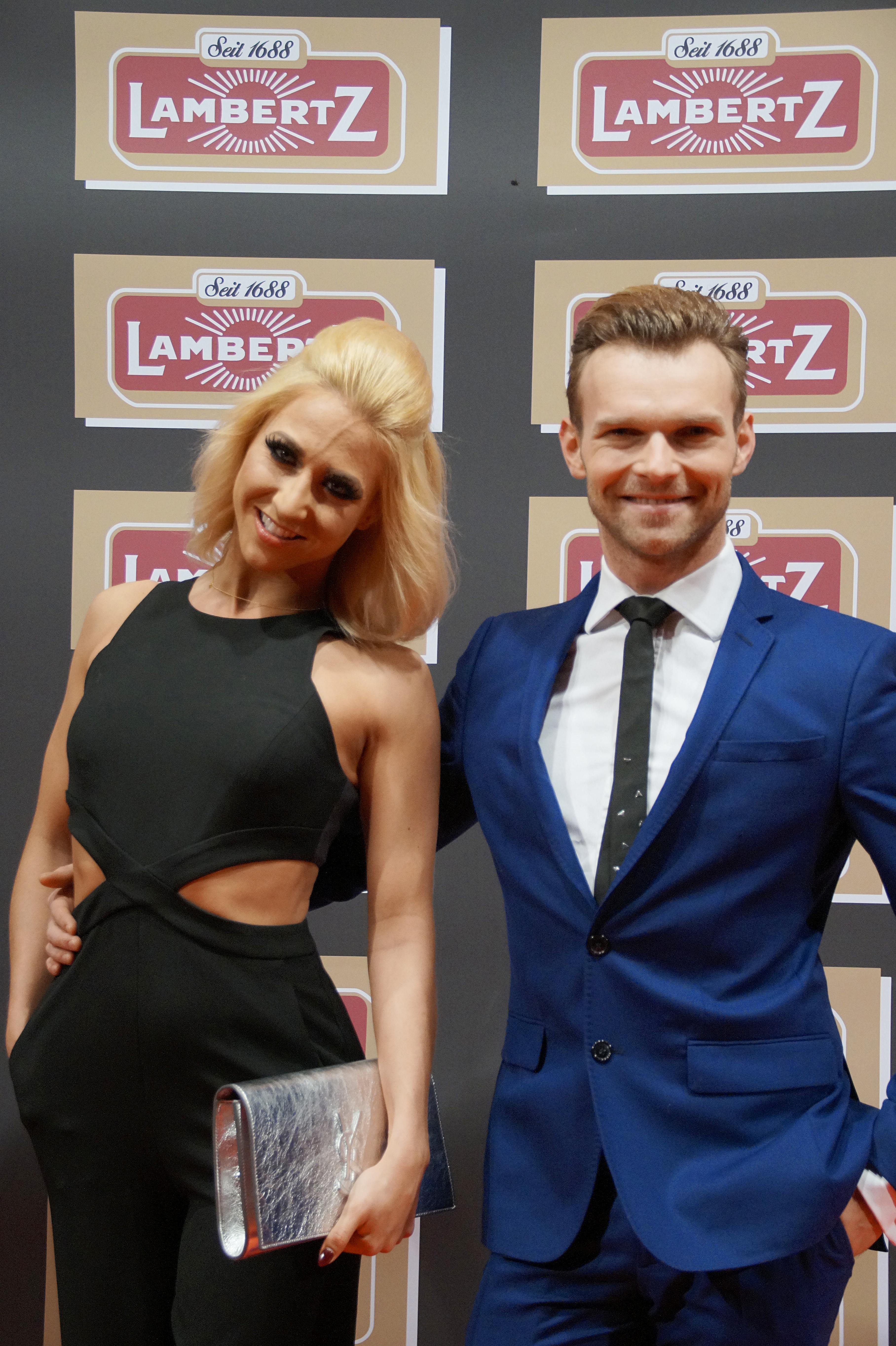
Kathrin Menzinger et Vadim Garbuzov au Lambertz Monday Night en février 2016.

Kathrin Menzinger, née le 24 septembre 1988 à Vienne, est une danseuse,  chorégraphe, mannequin et actrice autrichienne.

## Biographie
Kathrin naît le 24 septembre 1988 à Vienne. Jeune, passionnée de danse, elle décide d'en faire son métier plus tard. Elle a un frère, prénommé Patrick qui exerce également le métier de danseur. Du haut de son 1,75 m, elle exerce également le métier de mannequin dans une agence autrichienne, à Vienne[réf. nécessaire].

## Carrière
En 2011, elle a commencé sa carrière à la télévision en jouant dans la version autrichienne du format BBC Strictly Come Dancing , appelé " Dancing Stars ", en tant que danseuse professionnelle, faisant équipe avec le journaliste et comédien autrichien Dieter Chmelar .
En juillet 2011, elle et son partenaire Vadim Garbuzov sont également apparus dans la production ORF "La nuit des étoiles", qui leur a permis d'accéder à la base de données internationale IMDb .
En 2012, elle a de nouveau participé à la 7e saison de " Dancing Stars " en Autriche, cette fois avec le jeune acteur autrichien David Heissig . Au 4ème round, ils ont été éliminés. En 2013, elle s'associe à la comédie musicale autrichienne Star Lukas Perman. Ils atteignent le dernier spectacle et finissent 3e. En 2014, son partenaire dans " Dancing Stars " était l'ancien sauteur à ski autrichien Hubert Neuper . Ils rejoignirent le dernier spectacle en terminant troisième.
En 2014, elle et son partenaire Vadim Garbuzov ont pris part au "Concert du Nouvel An" de l'Orchestre philharmonique de Vienne, interprétant la célèbre Blue Danube Waltz en direct au Wiener Musikverein sur leur propre chorégraphie.
En 2012, ils ont débuté dans les compétitions WDSF Showdance et ont réussi à atteindre les finales des championnats du monde 2012 et 2013 à Pékin, ainsi que les finales des World Dance Sport Games 2013 à Kaoshiung à Taiwan.
En 2014, ils sont devenus professionnels et ont remporté le Championnat européen Showdance Latin. Ils se sont classés deuxièmes aux championnats du monde Showdance Latin et Standard et aux championnats européens Showdance Standard.
En 2015, elle a participé à la production de RTL Let's Dance avec l'ancien joueur de football Hans Sarpei et a remporté le concours.
Juste un jour après le dernier spectacle de Let's Dance, elle a réussi à remporter avec son partenaire Vadim Garbuzov le World Championship Show Dance Latin de la division de production du WDSF.
En novembre 2015, elle a également remporté le World Championship ShowDance Standard, toujours avec son partenaire Vadim, devenant ainsi le premier couple à détenir les deux titres Showdance Latin et Standard.

### Autres activités
Elle est envoyée à Dakar, au Sénégal aux côtés de la danseuse roumano-allemande Oana Nechiti à apprendre une danse traditionnelle, le sabar dans l'émission Llambis Tanzduell (de), du danseur allemand Joachim Llambi,. Elle est également actrice,.

## Partenaire de danse célèbres
À partir de 2015, elle intègre l'équipe de danseurs professionnels de l'émission Let's Dance sur RTL. Elle a pour partenaire :
| Saison | Partenaire          | Place |
| ------ | ------------------- | ----- |
| 8      | Hans Sarpei         | 1.    |
| 9      | Ulli Potofski (de)  | 6.    |
| 10     | Heinrich Popow (de) | 6.    |
| 11     | Heiko Lochmann (de) | 12.   |
| 12     | Thomas Rath (de)    | 11.   |
| 13     | Tijan Njie (de)     | 4.    |

## Engagement contre la souffrance animale
Faisant campagne pour PETA contre la souffrance animale dans le secteur de la fourrure, elle s'exprime clairement dans une pose de danse : « Je préfère danser nue qu'en fourrure ».

## Filmographie

### Courts métrages
- 2011 : Circus de Frederik Füssel : Stacy Sparkles

## Participation
- 2020 : Llambis Tanzduell (de) (2e épisode,  1ère saison) : Candidate